# 黄河街道 (沈阳市)
黄河街道，是中华人民共和国辽宁省沈阳市皇姑区下辖的一个乡镇级行政单位。

## 行政区划
黄河街道下辖以下地区：
碧塘社区、北行社区、西湖社区、湘江社区、庐山社区、嫩江社区、御花社区、珠东社区、扬子江社区、嘉陵江社区、长江南社区、长江北社区、翔凤社区、舍宅社区、紫荆花西社区和紫荆花东社区。